# Enrique Larre
Enrique Larre Asenjo (La Unión, 22 de febrero de 1933-La Unión, 16 de octubre de 2024) fue un ingeniero agrónomo y político chileno. Se desempeñó como gobernador, intendente, alcalde, diputado y senador por su zona natal.

## Biografía
Hijo de Enrique Larre Duhalde y Emma Graciela Asenjo Garín. Se casó con Elena Buschmann Aubel; tiene dos hijos.
Realizó sus estudios primarios en el Colegio Alemán de La Unión y los secundarios en el Instituto Alemán Carlos Andwanter y en el Liceo de Hombres de Valdivia. Finalizada su etapa escolar se trasladó a Santiago para estudiar en la Escuela de Agronomía de la Universidad de Chile donde se recibió de Ingeniero Agrónomo.
En 2003 fue director titular de la Universidad Austral de Chile.

## Carrera política
En 1962 fue nombrado gobernador subrogante de La Unión y al año siguiente y hasta 1973, alcalde de la misma ciudad. En 1974 volvió a ser alcalde, pero esta vez designado por la Junta de Gobierno, en un cargo que desempeñó hasta 1988. Fue delegado oficial de Chile, en el Congreso Iberoamericano de Municipalidades, efectuado en Santiago y Montevideo.
Militante del Partido Nacional, fue elegido diputado por la Vigesimosegunda Agrupación Departamental "Valdivia, Panguipulli, La Unión y Río Bueno", período 1973-1977. Integró la Comisión Permanente de Economía, Fomento y Reconstrucción. El golpe de Estado de 1973 puso término anticipado a sus funciones.
Durante el Gobierno militar fue asesor del entonces ministro del Interior, Sergio Onofre Jarpa, entre 1982 y 1984. En 1988 fue designado intendente de la X Región de los Lagos, cargo que dejó a fines de ese mismo año para iniciar una nueva carrera parlamentaria.
Fue elegido senador por la Decimosexta Circunscripción Senatorial, X Región de Los Lagos Norte, para el período 1990-1998. Se presentó como independiente en la lista Democracia y Progreso y cuando se instaló en el Congreso se afilió a Renovación Nacional. Integró la Comisión Permanente de Educación; la de Salud; y la de Agricultura de la que fue presidente. No se presentó a la reelección en 1997.
Se retiró de la política y se dedica a actividades agrícolas como empresario silvoagropecuario especializado en la producción lechera, crianza de novillos y siembra de trigo, remolacha y maíz. En 2000 formó la Asociación Gremial de Ganaderos X Región Norte.
Falleció el 16 de octubre de 2024.

## Historial electoral

### Elecciones parlamentarias de 1973
- Elecciones parlamentarias de 1973 para 22ª Agrupación Departamental, Valdivia.[4]

### Elecciones parlamentarias de 1989
- Elecciones parlamentarias de 1989, para la Circunscripción 16, Los Lagos Norte [5]